# Liste der Biografien/Lap
Liste der Biografien |
Portal Biografien |
Personensuche
# |
A |
B |
C |
D |
E |
F |
G |
H |
I |
J |
K |
L |
M |
N |
O |
P |
Q |
R |
S |
T |
U |
V |
W |
X |
Y |
Z |
?
 
La |
Lb |
Lc |
Le |
Lg |
Lh |
Li |
Lj |
Ll |
Lm |
Lo |
Lp |
Lt |
Lu |
Lv |
Lw |
Lx |
Ly |
Lz
 
Laa |
Lab |
Lac |
Lad |
Lae–Lah |
Lai |
Laj |
Lak |
Lal |
Lam |
Lan |
Lao |
Lap |
Laq |
Lar |
Las |
Lat |
Lau |
Lav |
Law |
Lax |
Lay |
Laz
Die Liste der Biografien führt alle Personen auf, die in der deutschsprachigen Wikipedia einen Artikel haben. Dieses ist eine Teilliste mit 333 Einträgen von Personen, deren Namen mit den Buchstaben „Lap“ beginnt.

## Lap
- Lap, Engelbert (1886–1970), österreichischer Maler und Grafiker

### Lapa
- Lapa, Eduarda (1895–1976), portugiesische Malerin
- Lapa, Manuel Rodrigues (1897–1989), portugiesischer Romanist, Lusitanist, Brasilianist und Galicist
- Lapa, Vanessa, israelische Dokumentarfilmregisseurin
- Lapa, Walentyn (* 1939), sowjetisch-ukrainischer Mathematiker und Informatiker
- Lapaczinski, Denis (* 1981), deutscher Fußballspieler
- Lapadula, Gianluca (* 1990), peruanischer Fußballspieler mit italienischen Staatsangehörigkeit
- Lapage, Laurenzo (* 1966), belgischer Radrennfahrer und Radfunktionär
- Lapage, Michael (1923–2018), britischer Ruderer, Pilot und Missionar
- LaPaglia, Anthony (* 1959), australischer SchauspielerAnthony LaPaglia (* 1959)

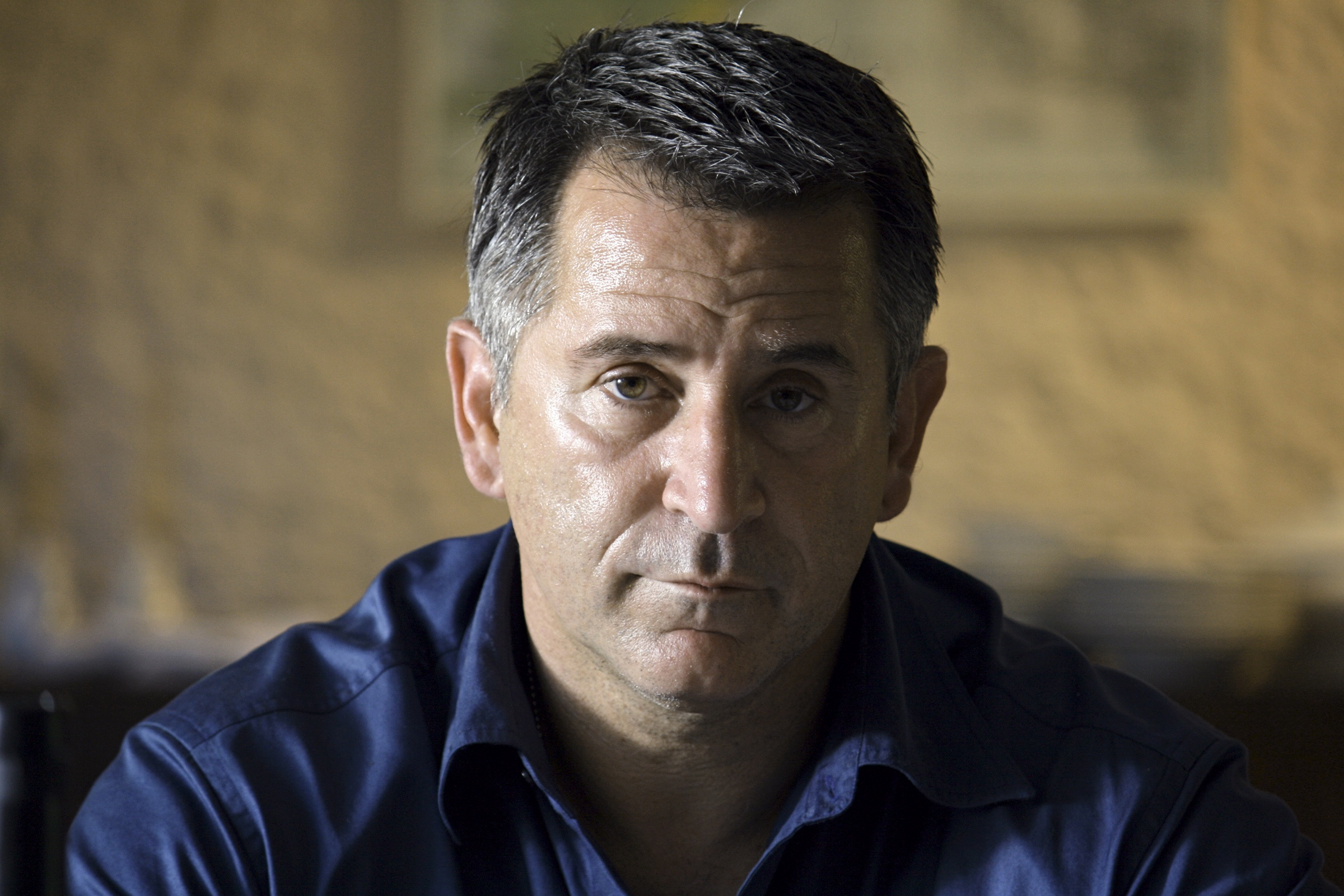
Anthony LaPaglia (* 1959)

- LaPaglia, Jonathan (* 1969), australischer Schauspieler
- Lapaine, Daniel (* 1970), australischer Schauspieler
- Łapaj, Magdalena (* 1988), polnische Saxophonistin
- Lapajne Oblak, Sonja (1906–1993), slowenische Architektin
- Lapajne, Beno (* 1973), slowenischer Handballspieler
- Lapajne, Janez (* 1967), slowenischer Filmregisseur
- LaPalm, Dick (1927–2013), US-amerikanischer Musik-Promoter und -Produzent
- LaPalombara, Joseph (* 1925), US-amerikanischer Politikwissenschaftler und Hochschullehrer an der Yale University
- Lapalus, Hugo (* 1998), französischer Skilangläufer
- Lapalux, britischer Produzent elektronischer Musik
- Lapanja, Lila (* 1994), US-amerikanisch-slowenische Skirennläuferin
- Laparelli, Francesco (1521–1570), italienischer Ingenieur und Baumeister
- Laparra, Raoul (1876–1943), französischer Komponist
- Lapata, Mirella, Informatikerin und Hochschullehrerin
- Lapatschuk, Stanislau (* 1992), belarussischer Eishockeyspieler
- Lapauze, Jeanne (1854–1921), französische Schriftstellerin, Lyrikerin, Dramatikerin und Übersetzerin
- Lapavitsas, Costas (* 1961), griechischer Ökonom
- Lapazenka, Mikita (* 1995), belarussischer Leichtathlet
- Lapazina, Wiktoryia (* 1981), belarussische Skilangläuferin

### Lapc
- Lapčević, Ivan (* 1976), serbischer Handballspieler
- Lapchick, Joe (1900–1970), US-amerikanischer Basketballspieler und -trainer
- Lapchin, Guy (1903–1991), französischer Autorennfahrer und Architekt
- Lapčíková, Zuzana (* 1968), slowakische Musikerin (Gesang, Zymbalon, Komposition)
- Lapçinciyan, Teotoros (1873–1928), armenischer Forscher, Autor und Philologe
- Lapczyk, Henry (* 1978), paraguayischer Fußballspieler

### Lape
- Lapė, Vaclovas (1934–2009), litauischer Politiker und Landwirtschaftsmanager
- Lapébie, Guy (1916–2010), französischer Radrennfahrer
- Lapébie, Roger (1911–1996), französischer RadrennfahrerRoger Lapébie (1911–1996)

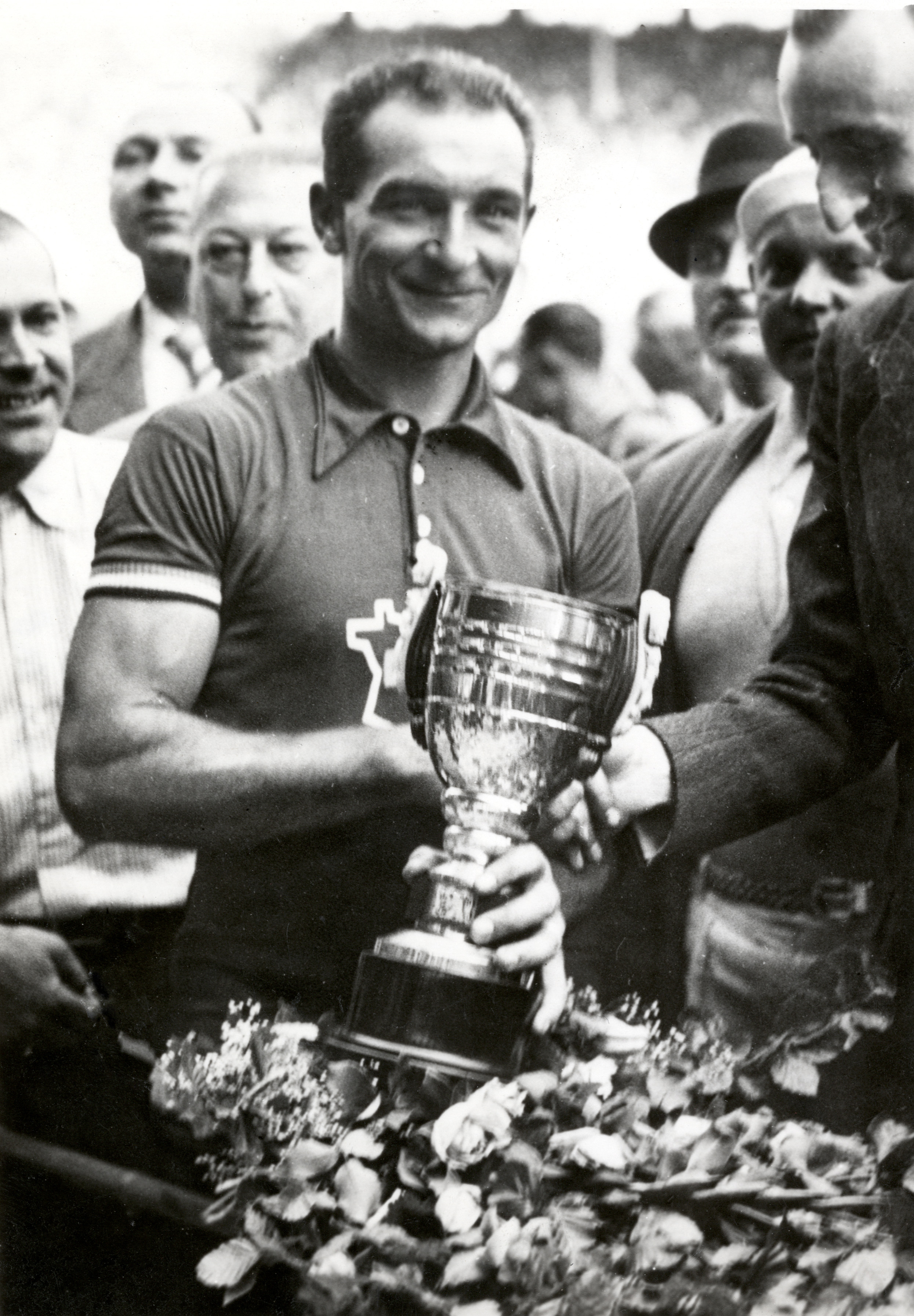
Roger Lapébie (1911–1996)

- Lapébie, Serge (1948–1991), französischer Radrennfahrer
- Lapedatu, Alexandru (1876–1950), rumänischer Politiker und Historiker
- Lapedatu, Ion (1876–1951), rumänischer Politiker
- Lapėginas, Žilvinas, litauischer Schachspieler
- Lapeira, Paul (* 2000), französischer Radrennfahrer
- Lapelis, Vilhelms (* 1961), lettischer Ordensgeistlicher, römisch-katholischer Bischof von Liepāja
- Lapėnas, Saulius (* 1962), litauischer Politiker, Mitglied des Seimas
- Lapėnas, Vytautas (1958–2008), litauischer Politiker und Kunstflug-Pilot
- Lapenieks, Vilis (1931–1987), lettisch-US-amerikanischer Kameramann
- Lapenkow, Jewgeni Borissowitsch (* 1984), russischer Eishockeyspieler
- Lapenn, Jessica, US-amerikanische Diplomatin
- Lapenna, Ivo (1909–1987), jugoslawisch-britischer Jurist und Hochschullehrer
- Lapentti, Giovanni (* 1983), ecuadorianischer Tennisspieler
- Lapentti, Nicolás (* 1976), ecuadorianischer TennisspielerNicolás Lapentti (* 1976)

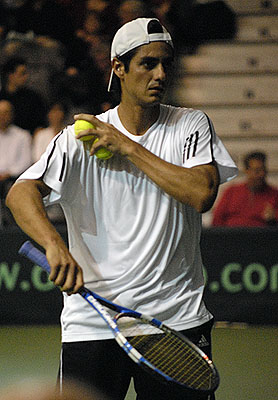
Nicolás Lapentti (* 1976)

- Laperrière, Henri-André (1925–2015), kanadischer Eishockeyspieler
- Laperrière, Ian (* 1974), US-amerikanisch-kanadischer Eishockeyspieler
- Laperrière, Jacques (* 1941), kanadischer Eishockeyspieler und -trainer
- Laperrine, François-Henry (1860–1920), französischer General und Saharaforscher
- Laperrouze, Anne (* 1956), französische Politikerin
- Lapersonne, Franck de (* 1963), französischer Schauspieler
- Lapesa, Rafael (1908–2001), spanischer Romanist und Hispanist
- Lapetra, Carlos (1938–1995), spanischer Fußballspieler
- Lapeyre, Patrick (* 1949), französischer Schriftsteller und Lehrer
- Lapeyre, Xavier (* 1942), französischer Automobilrennfahrer
- Lapeyronnie, Gaston (* 1903), französischer Jazzmusiker
- Lapeyrouse, Philippe-Isidore Picot de (1744–1818), französischer Geologe und Naturforscher

### Laph
- Lapham, David (* 1970), US-amerikanischer Comicautor
- Lapham, Elbridge G. (1814–1890), US-amerikanischer Politiker (Republikanische Partei)
- Lapham, Enos (1821–1894), US-amerikanischer Politiker
- Lapham, Oscar (1837–1926), US-amerikanischer Politiker
- Lapham, Roger (1883–1966), US-amerikanischer Schiffseigner, Geschäftsmann und Politiker
- Lapho, Thitipong (* 1980), thailändischer Badmintonspieler
- Laphonwich Sutthasen (* 1992), thailändischer Fußballspieler

### Lapi
- Lapiccola, Niccolò (1727–1790), italienischer Barockmaler
- Lapice, Alessio (* 1991), italienischer Schauspieler
- Lapicida, Erasmus († 1547), franko-flämischer Komponist, Sänger und Kleriker der Renaissance
- Łapicki, Andrzej (1924–2012), polnischer Schauspieler, Regisseur, Theaterpädagoge und Politiker, Mitglied des Sejm
- Lapicque, Charles (1898–1988), französischer Maler
- Lapid, Jair (* 1963), israelischer Journalist und PolitikerJair Lapid (* 1963)

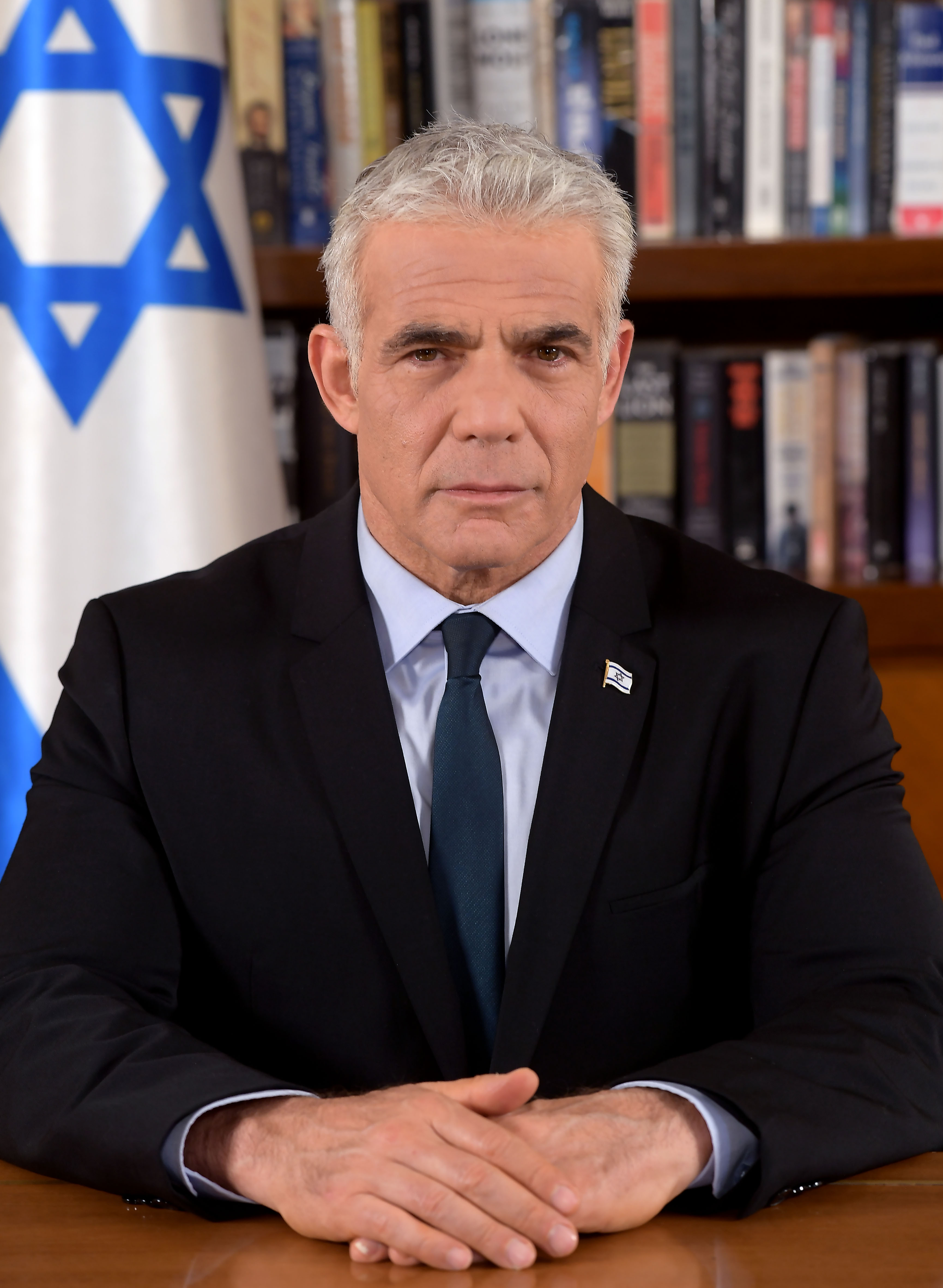
Jair Lapid (* 1963)

- Lapid, Josef (1931–2008), israelischer Politiker und Justizminister
- Lapid, Lito (* 1955), philippinischer Politiker, Filmregisseur und Schauspieler
- Lapid, Nadav (* 1975), israelischer Filmregisseur und Drehbuchautor
- Lapid, Schulamit (* 1934), israelische Schriftstellerin
- Lapide, Cornelius a (1567–1637), Jesuit und Professor für Exegese
- Lapide, Pinchas (1922–1997), jüdischer Religionswissenschaftler
- Lapide, Ruth (1929–2022), jüdische Theologin und Religionswissenschaftlerin
- Lapide, Yuval (* 1961), jüdischer Religionswissenschaftler
- Lapidot, Alexander Moses (1819–1906), litauischer Rabbiner
- Lapidot, Amos (1934–2019), israelischer Kampfpilot
- Lapidus, Jens (* 1974), schwedischer Schriftsteller und Jurist
- Lapidus, Morris (1902–2001), US-amerikanischer Architekt
- Lapidus, Ted (1929–2008), französischer Modeschöpfer
- Lapidus, Zach, US-amerikanischer Jazzmusiker
- Lapie, Nicolas-Alexandre († 1775), französischer Ebenist (Kunsttischler)
- Lapiedra, Apolonia (* 1992), spanische Pornodarstellerin und ErotikmodellApolonia Lapiedra (* 1992)

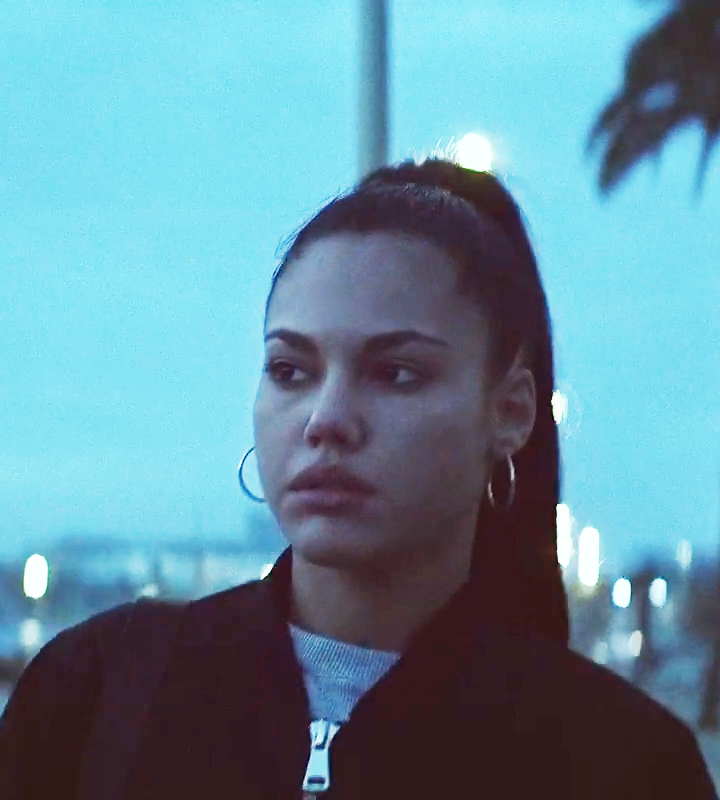
Apolonia Lapiedra (* 1992)

- Lapienis, Donatas (1936–2014), litauischer Schachspieler
- Lapienis, Vakaris Jokūbas (* 2003), litauischer Skirennläufer
- Lapière, Denis (* 1958), belgischer Comicautor
- LaPiere, Richard (1899–1986), US-amerikanischer Soziologe
- Lapierre, Arthur, kanadischer Sänger, Komponist und Schauspieler
- Lapierre, Dominique (1931–2022), französischer Schriftsteller und Humanist
- Lapierre, Eugène (1899–1970), kanadischer Organist, Komponist, Musikpädagoge und Autor
- Lapierre, Fabrice (* 1983), australischer Weitspringer
- Lapierre, François (* 1941), kanadischer Geistlicher und emeritierter römisch-katholischer Bischof von Saint-Hyacinthe
- Lapierre, Henri (1898–1980), französischer Autorennfahrer
- Lapierre, Jean (1956–2016), franko-kanadischer Politiker (Liberale Partei) und Rundfunkjournalist in Québec
- Lapierre, Jules (* 1996), französischer Skilangläufer
- LaPierre, Laurier (1929–2012), kanadischer Fernsehmoderator, Autor und Politiker
- Lapierre, Marcel (1950–2010), französischer Winzer
- Lapierre, Maxim (* 1985), kanadischer Eishockeyspieler
- Lapierre, Nicolas (* 1984), französischer Rennfahrer
- Lapierre, Odette (* 1955), kanadische Marathonläuferin
- Lapierre, Stanislas (1805–1865), französischer Zisterzienserabt und Klostergründer
- LaPierre, Wayne (* 1949), US-amerikanischer Waffenlobbyist und politischer AktivistWayne LaPierre (* 1949)

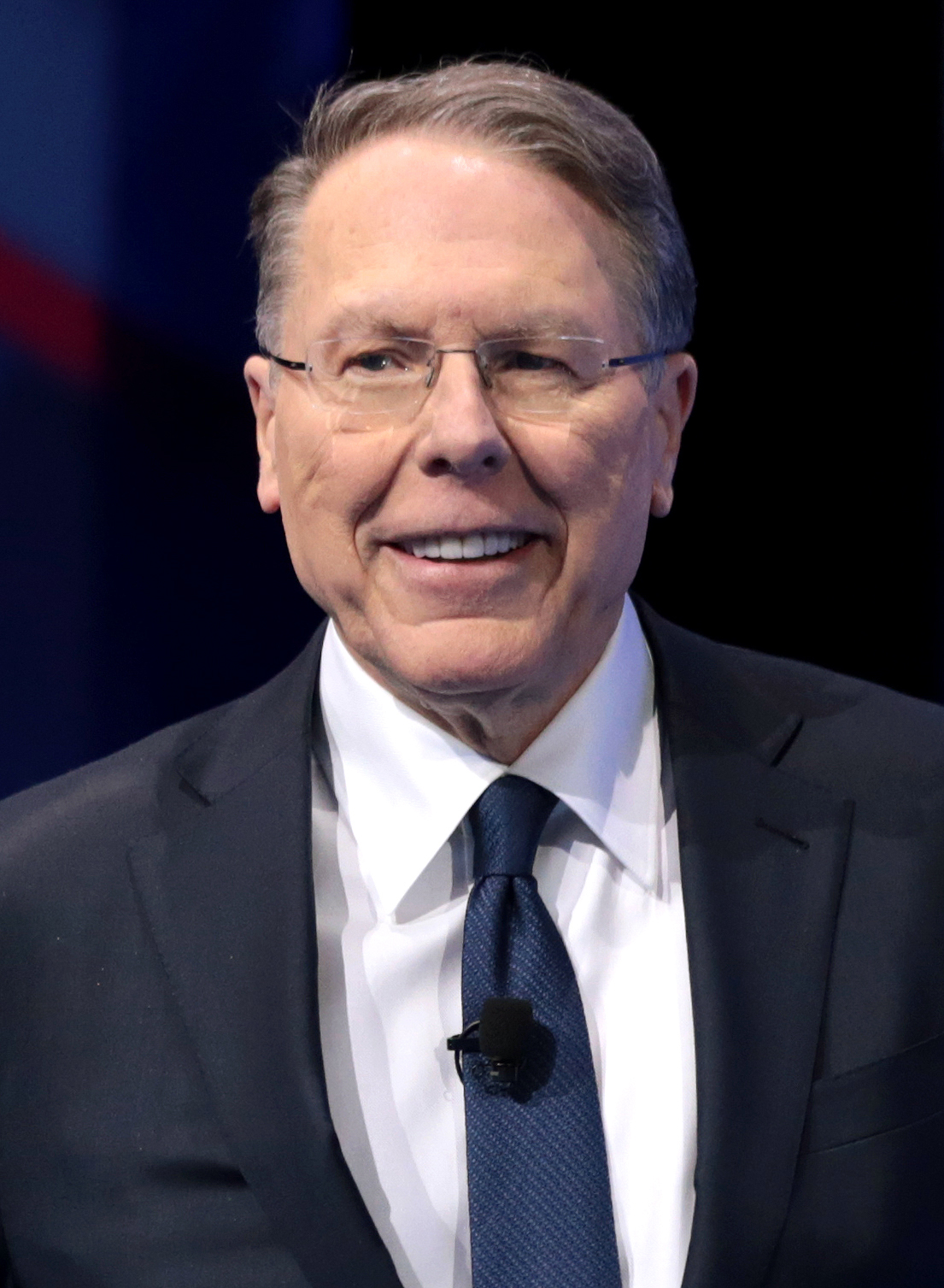
Wayne LaPierre (* 1949)

- Lapikow, Dmitri Walentinowitsch (* 1982), russischer Gewichtheber
- Lapin, Alexander (* 1952), österreichischer Chemiker, Mediziner, Theologe, Universitätsdozent und orthodoxer Militärseelsorger des Österreichischen Bundesheeres
- Lapin, Alexander Alexejewitsch (* 1952), russischer Schriftsteller und Publizist
- Lapin, Alexander Pawlowitsch (* 1964), russischer Generaloberst
- Lapin, Alexei (* 1966), russischer Jazz- und Improvisationsmusiker
- Lapin, Berl (1889–1952), US-amerikanischer Schriftsteller des Jiddischen
- Lapin, Jean-Michel, haitianischer Politiker
- Lapin, Leonhard (1947–2022), estnischer Architekt und Künstler
- Lapin, Sergei Georgijewitsch (1912–1990), sowjetischer Diplomat, Journalist und Rundfunkintendant
- Lapin, Serhij (* 1962), ukrainischer Trainer in der Sportart Boxen
- Lapiņa, Ginta (* 1989), lettisches Model
- Lapina, Natalja Asarijewna (* 1963), russische Schauspielerin und Sängerin
- Lapina, Olga (* 1990), kasachische Stabhochspringerin
- Lapina, Olga Iwanowna (* 1959), sowjetisch-russische Architektin
- Lapina, Swetlana Michailowna (* 1978), russische Hochspringerin
- Lapine, Anatole (1930–2012), deutscher Automobildesigner
- Lapine, James (* 1949), US-amerikanischer Theater- und Filmregisseur, Librettist und Drehbuchautor
- Laping, Marco (* 1978), deutscher Fußballspieler
- Lapinskas, Daumantas (* 1975), litauischer Manager und Politiker, stellvertretender Wirtschaftsminister Litauens
- Lapinskas, Kęstutis (* 1937), litauischer Verfassungsrechtler, Richter
- Lapinskas, Remigijus (* 1968), litauischer Politiker und Unternehmer
- Łapiński, Cezary (* 1953), polnischer Sprinter
- Łapiński, Tomasz (* 1969), polnischer Fußballspieler
- Lapira, Liza (* 1981), US-amerikanische SchauspielerinLiza Lapira (* 1981)

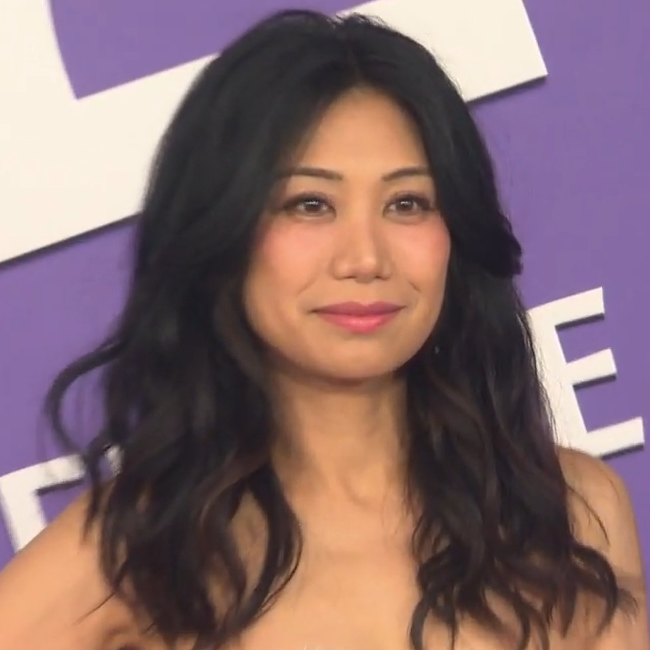
Liza Lapira (* 1981)

- Lapis, Joe (1899–1991), US-amerikanischer Tontechniker
- Lapis, Santo, italienischer Komponist der Vorklassik
- Lapisse, Anne Pierre Nicolas de (1773–1850), französischer Adliger und Brigadegeneral
- Lapisse, Pierre Belon (1762–1809), französischer Divisionsgeneral der Infanterie
- Lapix, Anne-Sophie (* 1972), französische Fernsehjournalistin und Fernsehmoderatorin
- Lapize, Octave (1887–1917), französischer Radrennfahrer
- Lapizki, Wladimir Michailowitsch (* 1959), sowjetischer Florettfechter

### Lapk
- Lapko, Wera (* 1998), belarussische Tennisspielerin
- Lapkus, Lauren (* 1985), US-amerikanische SchauspielerinLauren Lapkus (* 1985)

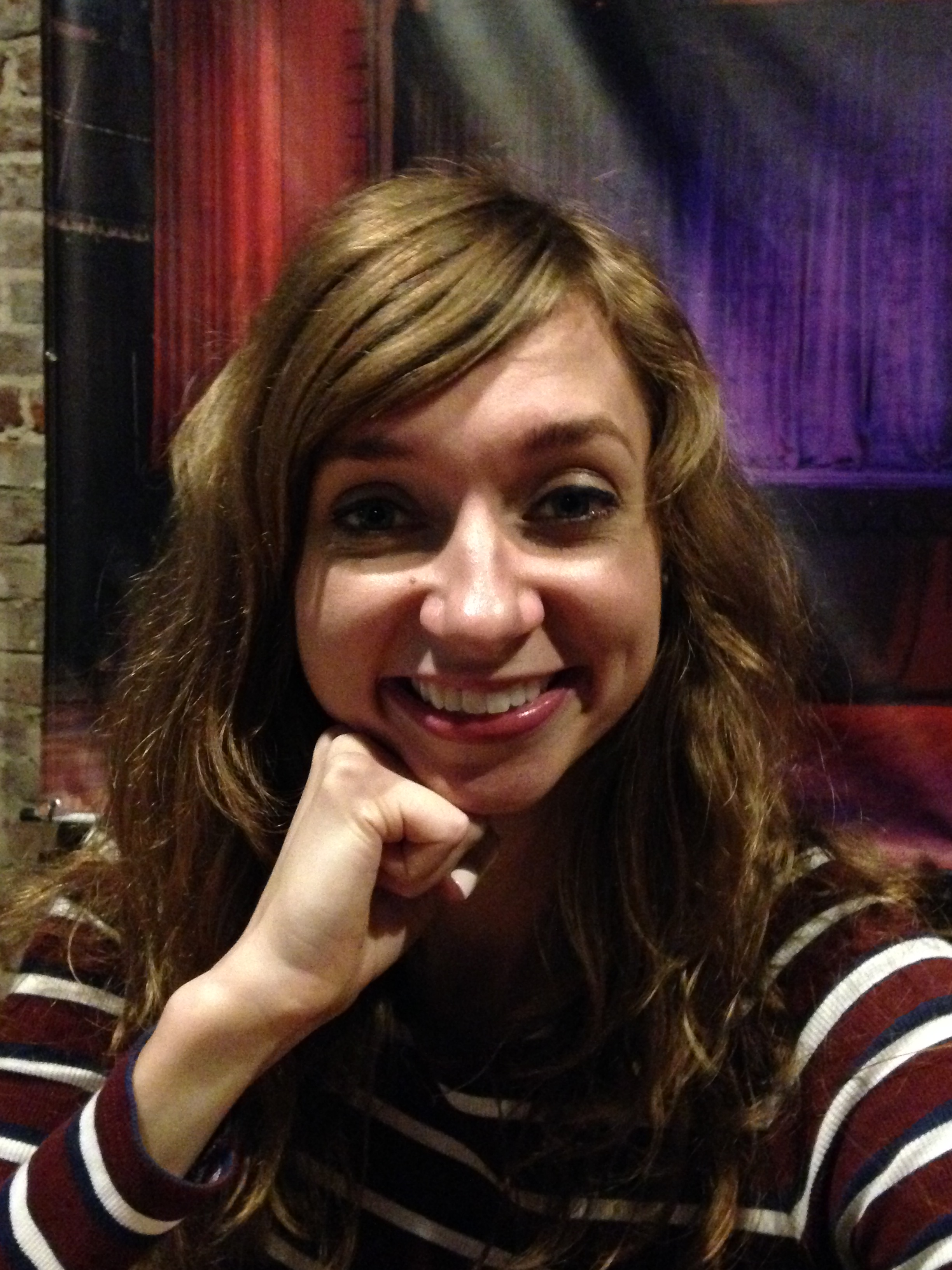
Lauren Lapkus (* 1985)

### Lapl
- Laplace, Pierre-Simon (1749–1827), französischer Mathematiker und Astronom
- Laplace, Víctor (* 1943), argentinischer Schauspieler
- Laplace, Yves (* 1958), Schweizer Schriftsteller
- Laplacette, Joël (* 1947), französischer Autorennfahrer und Motorsportfunktionär
- Laplana y Laguna, Cruz (1875–1936), spanischer römisch-katholischer Geistlicher; Bischof von Cuenca (1922–1936)
- Laplanche, Jean (1924–2012), französischer Autor und Theoretiker der Psychoanalyse
- Laplante, André (* 1949), kanadischer Pianist
- Laplante, Bruno (* 1938), kanadischer Sänger
- LaPlante, Courtney (* 1989), US-amerikanische Metal-Sängerin
- Laplante, Darryl (* 1977), kanadischer Eishockeyspieler
- LaPlante, Deby (* 1953), US-amerikanische Hürdenläuferin
- Laplante, Travis, US-amerikanischer Musiker und Komponist
- Laplasse, Irma (1904–1945), belgische zum Tode Verurteilte
- LaPlegua, Andy (* 1975), norwegischer PopsängerAndy LaPlegua (* 1975)

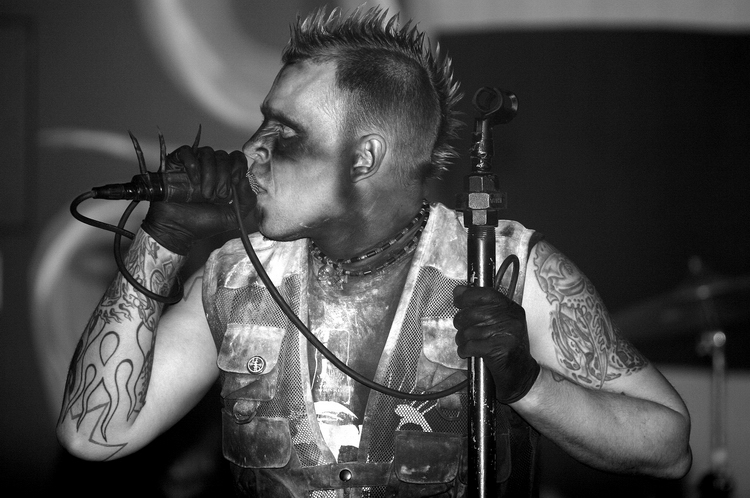
Andy LaPlegua (* 1975)

- Lapli, John (1955–2025), anglikanischer Priester und salomonischer Politiker

### Lapo
- Lapointe, Boby (1922–1972), französischer Sänger
- Lapointe, Charles (* 1944), kanadischer Politiker
- Lapointe, Claude (1938–2024), französischer Illustrator für Kinderbücher
- Lapointe, Claude (* 1968), kanadischer Eishockeyspieler
- Lapointe, Donald (* 1936), kanadischer Geistlicher, emeritierter Weihbischof in Saint-Jérôme
- Lapointe, Ernest (1876–1941), kanadischer Politiker
- Lapointe, Guy (* 1948), kanadischer Eishockeyspieler
- Lapointe, Hugues (1911–1982), kanadischer Politiker, Vizegouverneur von Québec
- LaPointe, Joseph Guy Jr. (1948–1969), US-amerikanischer Soldat, Träger der Medal of HonorJoseph Guy LaPointe Jr. (1948–1969)

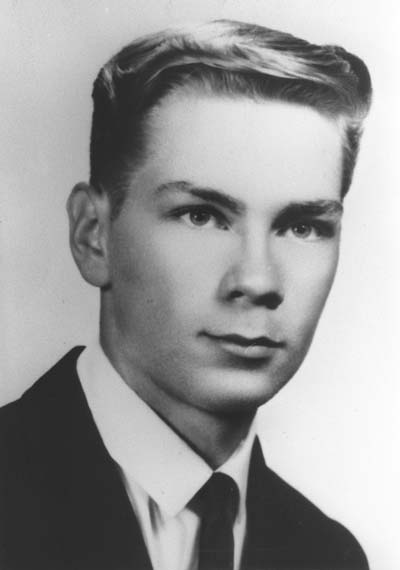
Joseph Guy LaPointe Jr. (1948–1969)

- Lapointe, Marthe (* 1910), kanadische Geigerin und Sängerin
- Lapointe, Martin (* 1973), kanadischer Eishockeyspieler, -funktionär und -scout
- Lapointe, Paul-Marie (1929–2011), kanadischer Dichter französischer Sprache
- Lapointe, Rick (1955–1999), kanadischer Eishockeyspieler
- Lapointe, Simon (* 1993), kanadischer Skilangläufer
- Lapointe, Tanya, kanadische Filmproduzentin
- LaPointe, Valerie (* 1981), US-amerikanische Filmregisseurin
- Lapoirie, Jeanne (* 1963), französische Kamerafrau
- Lapok, Bolly (* 1952), anglikanischer Bischof von Kuching
- Laponce, Jean (1925–2016), französischer Politikwissenschaftler und Hochschullehrer
- Laponche, Bernard (* 1938), französischer Physiker und Fachschulingenieur
- Laponder, Marcel (* 1978), britischer Biathlet
- LaPonte, Jen (* 1989), US-amerikanische Fußballspielerin
- Laporal-Trésor, Jimmy (* 1976), französischer Filmregisseur und Drehbuchautor
- Laporta, Joan (* 1962), spanischer Jurist, Präsident des FC BarcelonaJoan Laporta (* 1962)

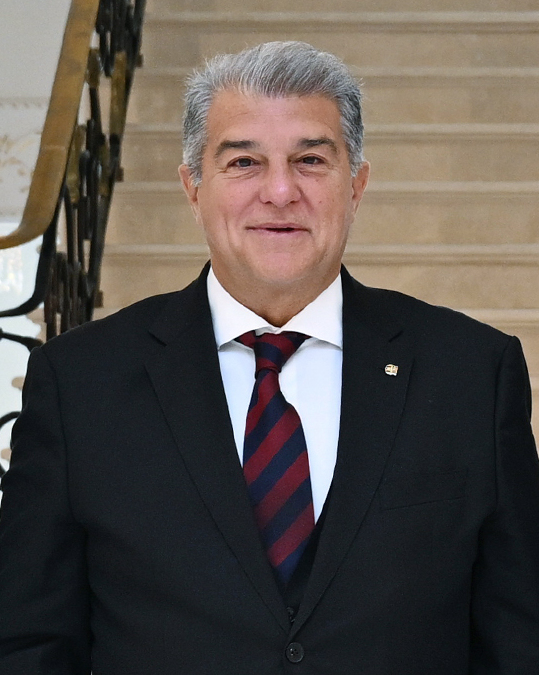
Joan Laporta (* 1962)

- LaPorta, John (1920–2004), US-amerikanischer Jazz-Saxophonist und -klarinettist
- LaPorta, Sam (* 2001), US-amerikanischer American-Football-Spieler
- Laporte, André († 1918), französischer Komponist
- Laporte, Aymeric (* 1994), spanisch-französischer Fußballspieler
- Laporte, Benoît (* 1960), kanadisch-französischer Eishockeyspieler und -trainer
- Laporte, Christophe (* 1992), französischer Straßenradrennfahrer
- Laporte, Geneviève (1926–2012), französische Schriftstellerin, Filmemacherin, Modell und Geliebte von Pablo Picasso
- Laporte, Hélène (* 1978), französische Politikerin
- Laporte, Hormidas (1850–1934), kanadischer Politiker
- Laporte, Jean-Pierre (* 1944), französischer Archäologe und Historiker
- Laporte, Joe (1907–1983), kanadischer Radrennfahrer
- Laporte, John (1798–1862), US-amerikanischer Politiker
- Laporte, Julien (* 1993), französischer Fußballspieler
- LaPorte, Leon J. (* 1946), US-amerikanischer Offizier, General der US-Army
- Laporte, Osmin (1875–1932), französischer Diplomat
- Laporte, Otto (1902–1971), deutsch-US-amerikanischer Physiker und Strömungsmechaniker
- Laporte, Paul (1904–1980), deutschamerikanischer Kunsthistoriker
- Laporte, Pierre (1921–1970), kanadischer Politiker
- LaPorte, Steve, Maskenbildner und Spezialeffektkünstler
- Laporte, Wilhelm (1833–1900), deutscher Jurist und Politiker (NLP), MdR
- Laporte-Blairsy, Léo (1865–1923), französischer Bildhauer
- Laporterie, Peter (1702–1785), Bildhauer in der Zeit des europäischen Absolutismus
- Laposte, Jacques (* 1952), französischer Fußballspieler
- Lapostolle, Alexandre-Ferdinand-Léonce (1749–1830), französischer Chemiker
- Łapot, Stanisław (1914–1972), polnischer Politiker, Mitglied des Sejm (PZPR), Vize-Ministerpräsident
- Lapotaire, Jane (* 1944), britische Schauspielerin und Autorin
- Lapoujade, David (* 1964), französischer Philosoph
- Lapoujade, Robert (1921–1993), französischer Maler und Regisseur
- Lapoype, Jean François Cornu de (1758–1851), französischer General

### Lapp
- Lapp, Authari (* 1938), deutscher Brigadegeneral und Abteilungsleiter im Bundesnachrichtendienst
- Lapp, Axel (* 1966), deutscher Museumsleiter und Verleger
- Lapp, Bernice (1917–2010), US-amerikanische Schwimmerin
- Lapp, Christine (* 1962), österreichische Politikerin (SPÖ), Nationalratsabgeordnete
- Lapp, Daniel von (1836–1910), deutscher Eisenbahnbauunternehmer und Industrieller
- Lapp, David (* 1931), US-amerikanischer Rabbiner
- Lapp, Erdmute (* 1956), deutsche Slawistin und Bibliothekarin
- Lapp, Friedrich (1928–2021), deutscher Altphilologe, Althistoriker und Historischer Geograph
- Lapp, Friedrich August (1848–1909), deutscher Industrieller
- Lapp, Gerhard (1891–1977), deutscher Ministerialdirektor
- Lapp, Horace (1904–1986), kanadischer Pianist, Organist, Dirigent und Komponist
- Lapp, Josef (1909–1993), deutscher Banater Schwabe und Vizebanus des Banats (1941–1944)
- Lapp, Oskar (1921–1987), deutscher Unternehmer und Erfinder
- Lapp, Peter Joachim (* 1941), deutscher Politologe und Publizist
- Lapp, Sascha (* 1972), deutscher Journalist, Buchautor, Reporter, Moderator und Redakteur
- Lapp, Ursula Ida (1930–2021), deutsche Unternehmerin
- Lapp-Nils (1804–1870), schwedischer Folkmusiker und Violinist
- Lappalainen, Joonas (* 1998), finnischer Automobilrennfahrer
- Lappalainen, Kaarlo (1877–1965), finnischer Sportschütze
- Lappalainen, Konsta (* 2002), finnischer Automobilrennfahrer
- Lappalainen, Lassi (* 1998), finnischer Fußballspieler
- Lappalainen, Martti (1902–1941), finnischer Skilangläufer
- Lappalainen, Sara (* 1991), finnische Mittelstreckenläuferin und Radsportlerin
- Lappalainen, Tauno (1898–1973), finnischer Skilangläufer
- Lapparent, Albert de (1839–1908), französischer Geologe
- Lappartient, David (* 1973), französischer Politiker und RadsportfunktionärDavid Lappartient (* 1973)

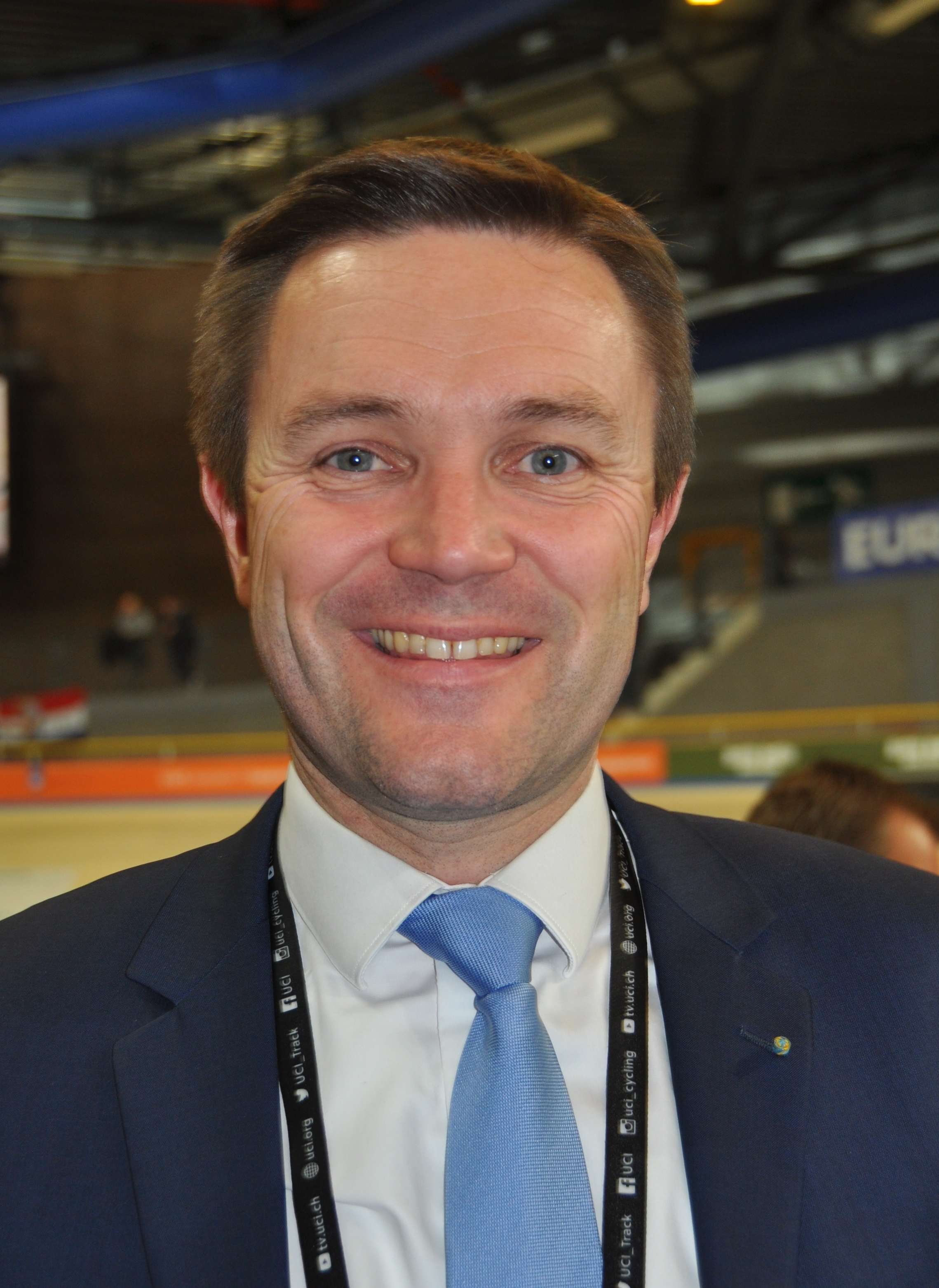
David Lappartient (* 1973)

- Lappas, Alfons (* 1929), deutscher Finanzexperte
- Lappas, George (1950–2016), griechischer Bildhauer, Installationskünstler und Professor
- Lappas, Ilias (* 1979), griechischer Volleyballspieler
- Lappe, Anna Gesa-Raija (* 1991), deutsche Schauspielerin
- Lappe, Bernhard (1858–1934), deutscher Kommunalpolitiker, Bürgermeister der Stadt Kaldenkirchen und der Stadt Dorsten
- Lappe, Josef (1879–1944), deutscher Gymnasiallehrer, Heimatforscher und Kommunalpolitiker
- Lappe, Karl (1773–1843), deutscher Dichter
- Lappe, Karl-Heinz (* 1987), deutscher Fußballspieler
- Lappe, Lothar (* 1936), deutscher Diplomat, Botschafter der DDR
- Lappe, Manfred (* 1961), deutscher Sachbuch-Autor und Gerichtssachverständiger
- Lappe, Rudolf (1914–2013), deutscher Elektroingenieur und Hochschullehrer
- Lappe, Verena (* 1956), deutsche Politikerin (GAL), MdHB
- Lappenberg, Friedrich Alfred (1836–1916), deutscher Jurist, Politiker, MdHB und Senator
- Lappenberg, Johann Diedrich (1672–1727), deutscher lutherischer Theologe
- Lappenberg, Johann Martin (1794–1865), deutscher Historiker
- Lappenberg, Samuel Christian (1720–1788), deutscher Theologe und Historiker
- Lappenküper, Anna (* 1998), deutsche Basketballspielerin
- Lappenküper, Ulrich (* 1959), deutscher Historiker, Hochschullehrer und Geschäftsführer der Otto-von-Bismarck-Stiftung
- Lapper, Alison (* 1965), englische Künstlerin
- Lapper, Hermann (1910–1976), deutscher SS-Führer im Reichssicherheitshauptamt
- Lapper, Karl (1907–1996), österreichischer Propagandist und Politiker (NSDAP), MdR
- Lapper, Mike (* 1970), US-amerikanischer Fußballspieler
- Lappert, Michael (1928–2014), britischer Chemiker
- Lappert, Rolf (* 1958), Schweizer Schriftsteller
- Lappert, Simone (* 1985), Schweizer SchriftstellerinSimone Lappert (* 1985)

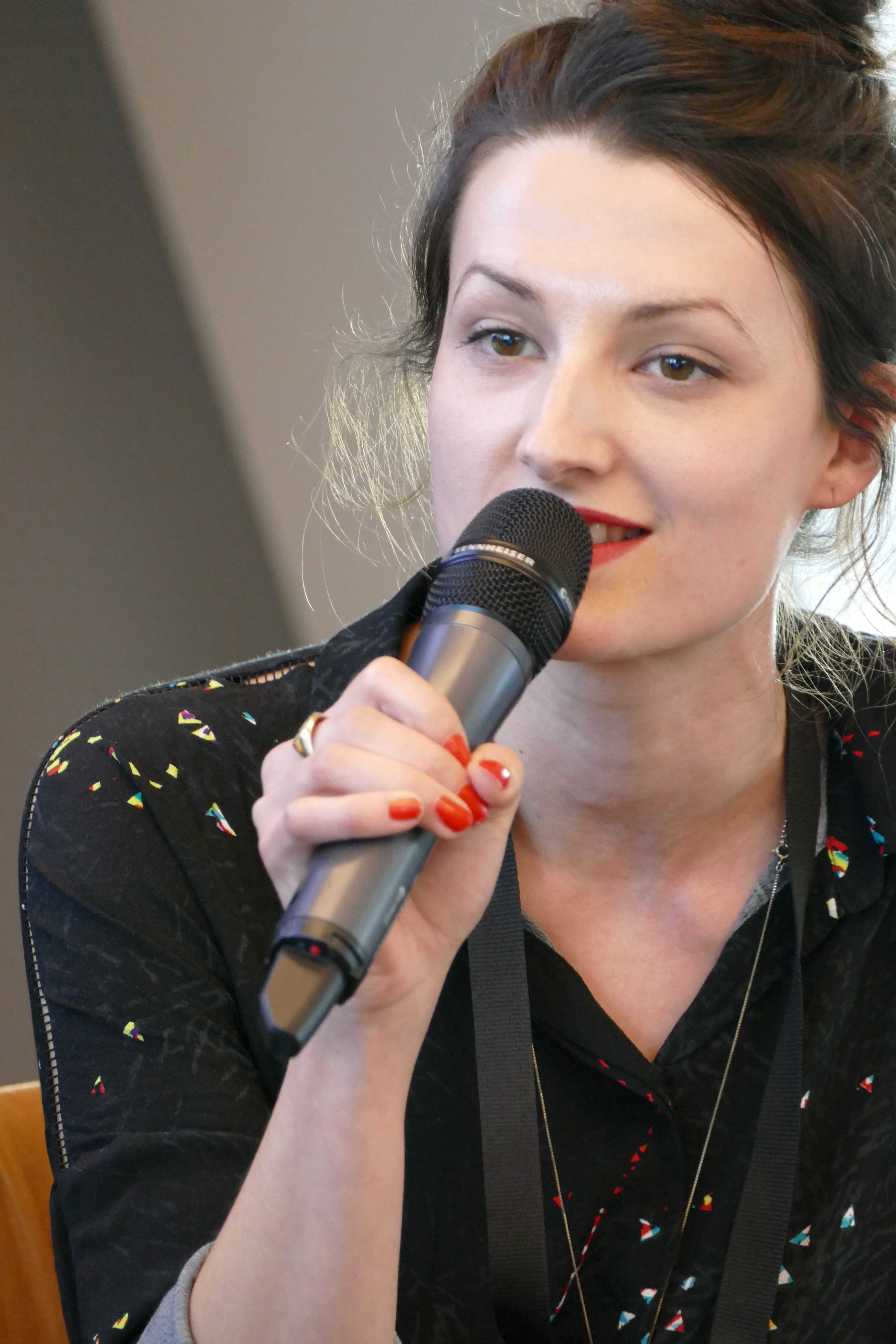
Simone Lappert (* 1985)

- Lappi, Arttu (* 1984), finnischer Skispringer
- Lappi, Esapekka (* 1991), finnischer Rallyefahrer
- Lappi, Pietro, italienischer Komponist und Kapellmeister des Frühbarock
- Lappidot, Mann der Richterin Debora, biblische Person
- Lappin, Arthur, irischer Filmproduzent
- Lappin, Elena (* 1954), britische Schriftstellerin und Journalistin
- Lappin, Lauren (* 1984), US-amerikanische Softballspielerin
- Lappin, Nick (* 1992), US-amerikanischer Eishockeyspieler
- Lappin, Peter (* 1965), US-amerikanischer Eishockeyspieler
- Lappius, Nicodemus (1582–1663), reformierter Theologe
- Läpple, Alfred (1915–2013), deutscher Religionspädagoge, Professor für Religionspädagogik
- Läpple, August (1885–1968), deutscher Fabrikant
- Läpple, Christhard (* 1958), deutscher Fernseh-Journalist, Dozent, Moderator, Blogger und Buchautor
- Läpple, Dieter (1938–2019), deutscher Bildhauer
- Läpple, Dieter (* 1941), deutscher Stadtforscher
- Läpple, Erwin (* 1925), deutscher Fußballspieler
- Läpple, Friedel (* 1938), deutscher Politiker (SPD), MdL
- Läpple, Helmut (1916–2005), deutscher Unternehmer
- Läpple, Johanna (1904–1976), deutsche Psychoanalytikerin
- Läpple, Johannes (1815–1860), deutscher Zeichner und Lehrer
- Läpple, Mirko (* 1970), deutscher American-Football-Spieler

### Lapr
- Laprade, Albert (1883–1978), französischer Architekt
- LaPrade, Arthur T. (1895–1957), US-amerikanischer Jurist und Politiker (Demokratische Partei)
- Laprade, Edgar (1919–2014), kanadischer Eishockeyspieler
- Laprade, Eugène de († 1816), französischer Geistlicher und Abt des Klosters Darfeld-Rosenthal (1806–1816)
- Laprade, Victor de (1812–1883), französischer Dichter und Politiker, Mitglied der Nationalversammlung
- Laprell, Christine (1950–2021), deutsche Skirennläuferin
- Laprell, Maximilian (* 1983), deutscher SchauspielerMaximilian Laprell (* 1983)

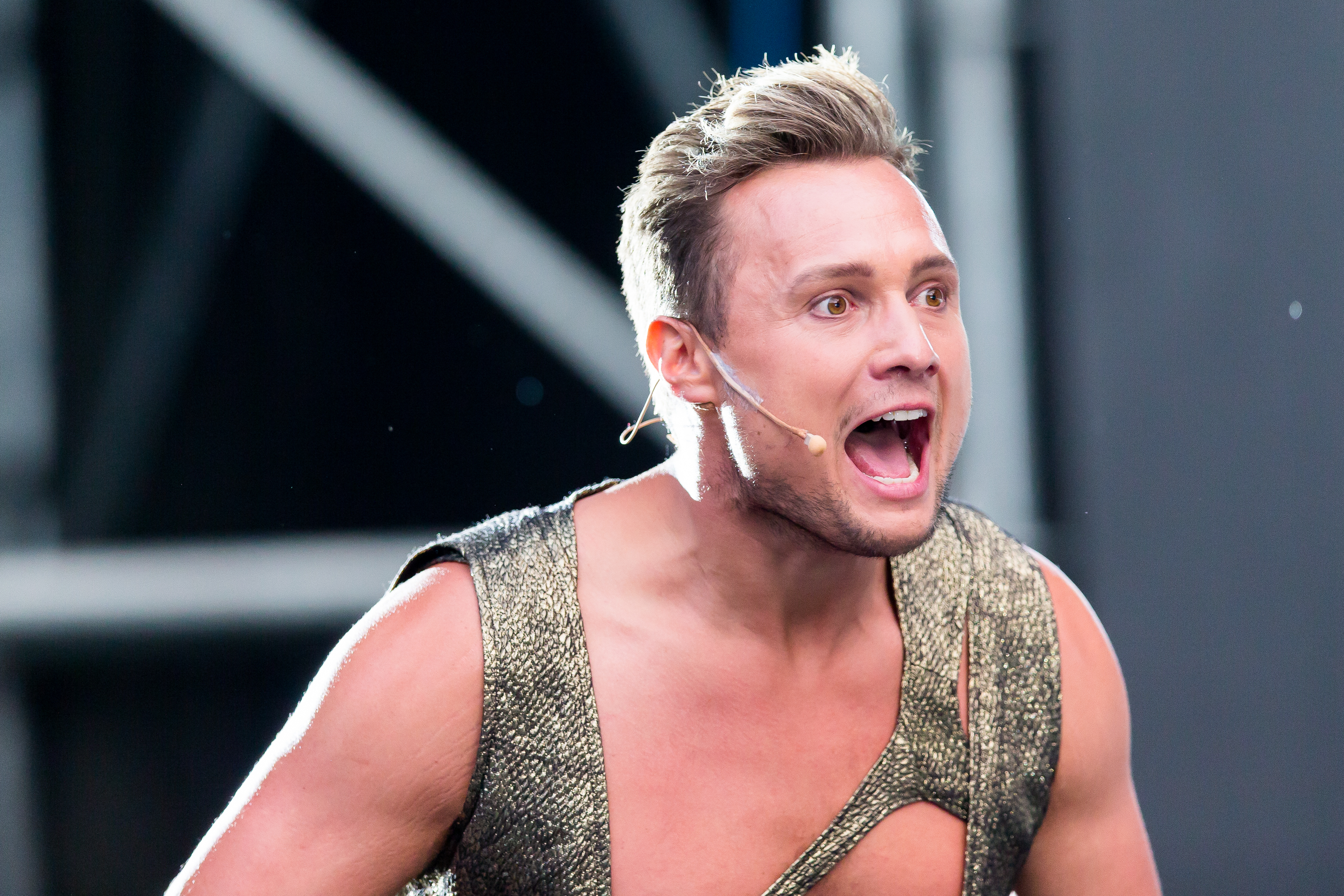
Maximilian Laprell (* 1983)

- Laprevotte, Charles-Elie (* 1992), französischer Fußballspieler

### Laps
- Lapšanský, Marián (* 1947), slowakischer Pianist
- Lapschin, Michail Iwanowitsch (1934–2006), russischer Politiker, Staatsmann und Gründer der Agrarpartei Russlands (APR)
- Lapschin, Nikolai Fjodorowitsch († 1942), russischer Künstler
- Lapschin, Timofei Alexejewitsch (* 1988), russischer Biathlet
- Lapschyn, Ihar (* 1963), belarussischer Leichtathlet
- Lapsien, Ingeborg (1926–2014), deutsche Schauspielerin und Synchronsprecherin
- Låpsley (* 1996), englische Elektropop-Musikerin
- Lapsley, John (1916–1995), britischer Air Marshal
- Lapsley, Michael (* 1949), anglikanischer Priester und Anti-Apartheid-Aktivist

### Lapt
- Laptev, Ari (* 1950), sowjetisch-schwedischer Mathematiker
- Laptew, Boris Lukitsch (1905–1989), russischer Mathematiker und Mathematikhistoriker
- Laptew, Chariton Prokofjewitsch (1700–1763), russischer Polarforscher und Marineoffizier
- Laptew, Dmitri Jakowlewitsch (1701–1771), russischer Polarforscher und Marineoffizier
- Lapthorne, Andy (* 1990), britischer Rollstuhltennisspieler
- Lapthorne, Darren (* 1983), australischer Radrennfahrer
- Lapthorne, Eleanor, irische Squashspielerin
- Laptschenko, Hryhorij (1801–1876), ukrainisch-russischer Maler
- Laptschinski, Juri Fjodorowitsch (1887–1937), bolschewistischer Politiker und einer der Gründer und Führer des ukrainischen Nationalkommunismus

### Lapu
- Lapu-Lapu, Stammeshäuptling der Insel Mactan
- Lapua, Tuau Lapua (* 1991), tuvaluischer Gewichtheber
- Lapuch, David (* 1987), österreichischer Filmregisseur und Drehbuchautor
- Lapuente, Fernando (1928–1993), argentinischer Sprinter
- Lapuente, Manuel (* 1944), mexikanischer Fußballspieler und Trainer
- Lapuga, Jelena Grigorjewna (* 1964), sowjetisch-russische Eisschnellläuferin
- Lapuh Maležič, Jedrt (* 1979), slowenische Schriftstellerin und Übersetzerin
- Lapuhs, Genia (1925–2018), deutsche Schauspielerin und Hörspielsprecherin
- Lapukienė, Elvyra Valerija (* 1942), litauische Politikerin und Bürgermeisterin der Rajongemeinde Plungė
- Lapuma, Vincenzo (1874–1943), italienischer Kurienkardinal der römisch-katholischen Kirche
- Lapus, Jeci (1953–2021), philippinischer Politiker, Bauingenieur und Manager
- Lapusch, Blasius (1809–1880), österreichischer Landwirt und Politiker, Landtagsabgeordneter
- Lapuschtschenkowa, Anna Alexandrowna (* 1986), russische Tennisspielerin
- Lăpușneanu, Ion (1908–1994), rumänischer Fußballspieler und -trainer
- Lapuste, Chiara (* 2003), deutsche Fußballspielerin
- Laputina, Julija (* 1967), ukrainische Offizierin und Politikerin

### Lapw
- Lapwood, Anna (* 1995), britische MusikerinAnna Lapwood (* 1995)

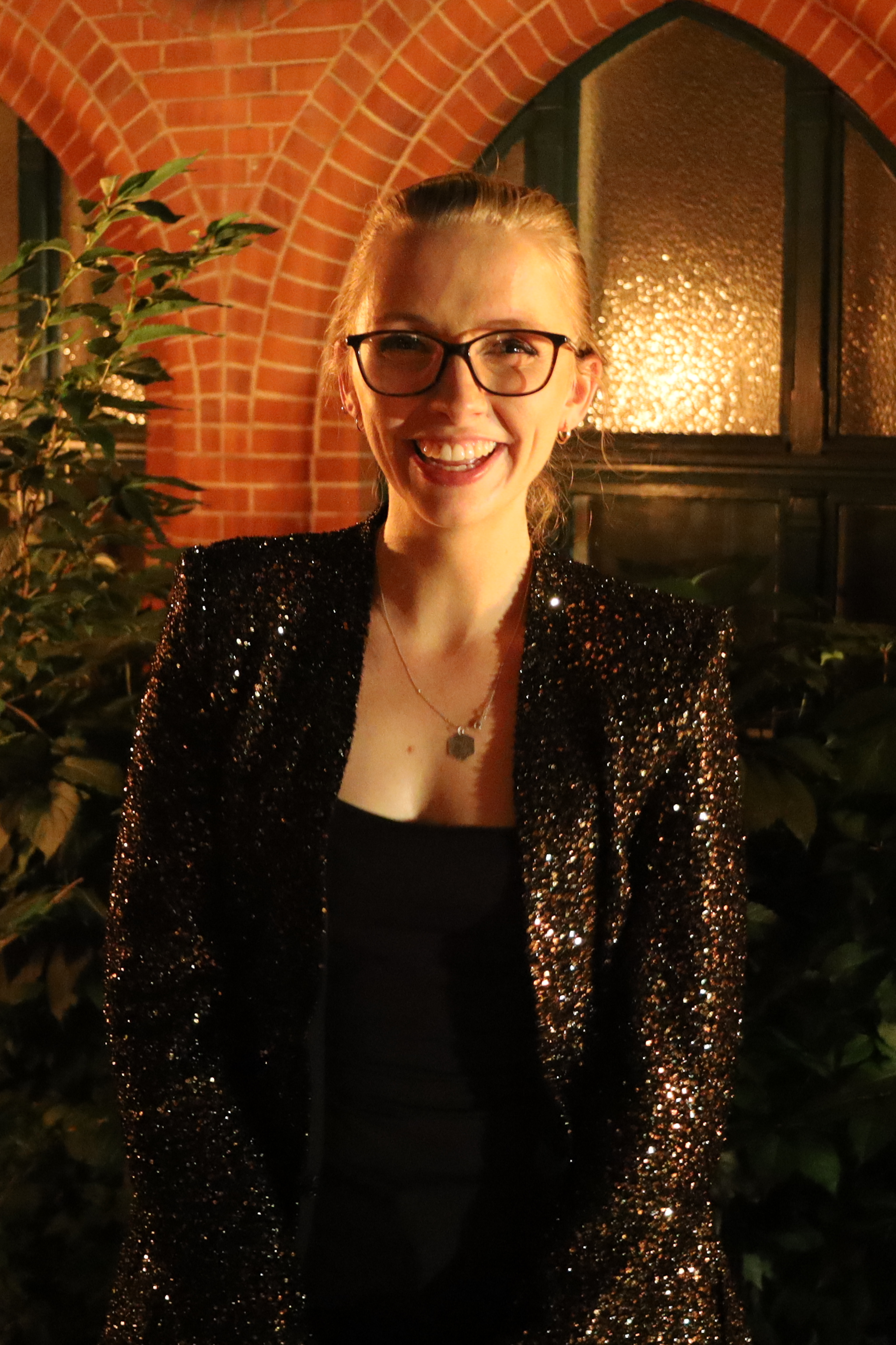
Anna Lapwood (* 1995)

- Lapworth, Arthur (1872–1941), britischer Chemiker
- Lapworth, Charles (1842–1920), britischer Geologe

### Lapy
- Lapynskyj, Jakiw (1928–2020), ukrainischer Komponist

### Lapz
- Lapzeson, Noemi (1940–2018), argentinische Tänzerin, Choreografin und Pädagogin
- Lapzeu, Dsjanis (* 1991), belarussischer Fußballspieler